# Arthur Darby
Arthur Darby (ur. 9 stycznia 1876 w Chester, zm. 16 stycznia 1960 w Dartmouth) – brytyjski rugbysta, olimpijczyk, zdobywca srebrnego medalu w turnieju rugby union na Letnich Igrzyskach Olimpijskich w 1900 roku w Paryżu.

## Życiorys
Uczęszczał do Cheltenham College, zaś od 1895 roku studiował w Clare College wchodzącym w skład University of Cambridge, ukończywszy go z tytułem B.A. w roku 1898, tytuł M.A. uzyskał w roku 1910. Pracował jako lingwista w Elizabeth College na Guernsey, następnie przy Flocie Atlantyku oraz w Royal Naval College.
W barwach uniwersyteckiego zespołu rugby w latach 1896–1898 trzykrotnie wystąpił w Varsity Match przeciwko drużynie z Oxford.
W 1900 roku z Moseley Wanderers RFC – jako przedstawicielem Wielkiej Brytanii – zagrał w turnieju rugby union na Letnich Igrzyskach Olimpijskich 1900. W rozegranym 28 października 1900 roku na Vélodrome de Vincennes spotkaniu Brytyjczycy ulegli Francuzom 8:27. Oznaczało to zdobycie przez Brytyjczyków srebrnego medalu ex aequo z Niemcami, jako że zaplanowany na 11 listopada mecz z reprezentującym Cesarstwo Niemieckie klubem SC 1880 Frankfurt nie doszedł do skutku.
Był jedynym zawodnikiem tej drużyny z doświadczeniem reprezentacyjnym. Swój jedyny testmecz w reprezentacji Anglii zaliczył w meczu z Irlandią rozegranym na Lansdowne Road 4 lutego 1899 roku w ramach Home Nations Championship 1899. Trzykrotnie zagrał też dla Barbarians.
W randze porucznika służył w I wojnie światowej w Royal Naval Volunteer Reserve.
Jego ojciec, John Lionel Darby, był archidiakonem, a następnie dziekanem w diecezji Chester.